# A14高速公路 (法國)
A14高速公路是法国的一条高速公路，全长15.6千米，于1996年建成通车。A14始于拉德芳斯，终于普瓦西。A14也是欧洲E公路的一部分。
A14曾被提议延伸至圣日耳曼拉耶，但最终遭到否决。